# Marie Muller
Marie Muller (Luxemburgo, 29 de Julho de 1985) é uma judoca olímpica luxemburguesa.

## Biografia
Marie Muller iniciou suas participações em competições em 2004 no torneio de EM U23 Liubliana onde obteve o 3º lugar. De lá para cá, Marie já disputou aproximadamente 20 torneios incluindo os jogos olímpicos de Pequim na China em 2008. Sua vitória mais expressiva foi no aberto da Suécia disputado em 2007.

## Destaques
- 2008 - Jogos olímpicos de Pequim (Categoria até 52 kg) - 9º Lugar
- 2008 - Copa do mundo de judô em Moscou - 5º Lugar
- 2007 - Jogos de Mônaco - 1º Lugar
- 2007 - Suécia Open - 1º Lugar
- 2006 - DHM Braunschweig - 1º Lugar

## Desempenho nos jogos olímpicos de Pequim
- 10/08/2008 - Marie Muller x Soraya Haddad - Argélia (00001 - 0211)
- 10/08/2008 - Marie Muller x Hortance Diedhiou - Senegal (1001 - 0001)
- 10/08/2008 - Marie Muller x Kyungok Kim - Coreia do Sul (0001 - 0010)